# 北方信托
北方国际信托股份有限公司，简称北方信托，前身为1987年10月经中国人民银行天津分行批准成立的天津经济技术开发区信托投资公司。1994年，公司更名为天津北方国际信托投资公司，简称北国投。公司董事长为王建东。2002年6月，公司与天津滨海信托投资有限公司合并。2007年，北方信托拟借壳ST四环在深交所上市，是中国第二宗信托公司借壳上市的案例，但历时数年后最终以失败告终。在上海金融学院发布的《2016年信托公司综合实力评价报告》中，北方信托综合实力在68家信托公司中排名第50名。
目前，北方国际信托有27家股东，实际控制人为泰达控股。

## 公司历史
1994年，天津经济技术开发区信托投资公司更名为天津北方国际信托投资公司。
2002年6月，戚文福被捕后，天津滨海信托投资有限公司并入天津北方国际信托投资公司，霍津义担任董事长，期间大量参与二级市场炒作，产生巨额亏损。2005年12月，霍津义及董事会秘书陶允被捕。北方信托的历史遗留的长期贷款和逾期贷款等不良资产剥离并成立天津泰信资产管理有限责任公司。
2007年，北方信托拟借壳ST四环在深圳证券交易所上市，并于2008年3月向中国证监会递交申请材料。由于未获得中国银监会批准， 2011年7月北方信托借壳上市计划宣告失败。
2016年，渤海钢铁集团1920亿元债务风险爆发，北方信托牵涉其中，涉及债权超过10亿元。
2018年11月，日照钢铁控股集团有限公司、上海中通瑞德投资集团有限公司、益科正润投资集团有限公司三家民营企业合计受让北方信托50.07％股权，预计引入资金约62亿元。日照钢铁持股18.30％成为单一大股东，上海中通持股17.65％，益科正润持股14.12％。泰达控股持股稀释至17.94％，降为第二大股东。

## 历任董事长
|   | 姓名   | 任期                  | 去向                                     |
| - | ------ | --------------------- | ---------------------------------------- |
| 1 | 梁建三 | 1994年至？            | 携巨款逃往国外，下落不明                 |
| 2 | 戚文福 | ？至2001年            | 因贪污受贿，被判处有期徒刑14年           |
| 3 | 霍津义 | 2002年6月至2005年12月 | 被判处无期徒刑                           |
| 4 | 刘惠文 | 2005年12月至2014年4月 | 在家中自杀身亡                           |
| 5 | 王建东 | 2015年11月至2017年6月 | 因不担当、不作为被免职，因受贿贪污被起诉 |